# Souris (cheval)
Vous lisez un « bon article » labellisé en 2020.
Pour les articles homonymes, voir Souris (homonymie).
Robe du cheval
Souris est, dans le domaine de l'hippologie, une couleur de robe du cheval, assez rare. Le pelage est dans les tons gris. La crinière, la queue, le contour des oreilles et le bas des membres sont noirs. Ces chevaux présentent aussi des marques primitives, raie de mulet, zébrures sur les membres et crins bicolores. La peau est sombre. Ils portent rarement des marques blanches.
L'hypothèse de l'action d'un gène dominant est formulée par des chercheurs américains dès 1939 et 1948, cette hypothèse étant confirmée par le chercheur islandais Stefán Aðalsteinsson en 1978. La robe souris est génétiquement due au gène de dilution nommé Dun (D), agissant sur une robe de base noire pour l'éclaircir en gris, d'où la terminologie génétique de noir dun. Cette robe était probablement fréquente chez les ancêtres des chevaux domestiques actuels ; les chevaux de robe souris se trouvent principalement chez des races de type primitif, telles que le Konik et le Sorraia. Les allèles du gène Dun étant additifs avec ceux des gènes Crème, Champagne, et les formes de robes pie, la robe souris peut se combiner à d'autres dilutions et à des panachures.

## Terminologie et classification

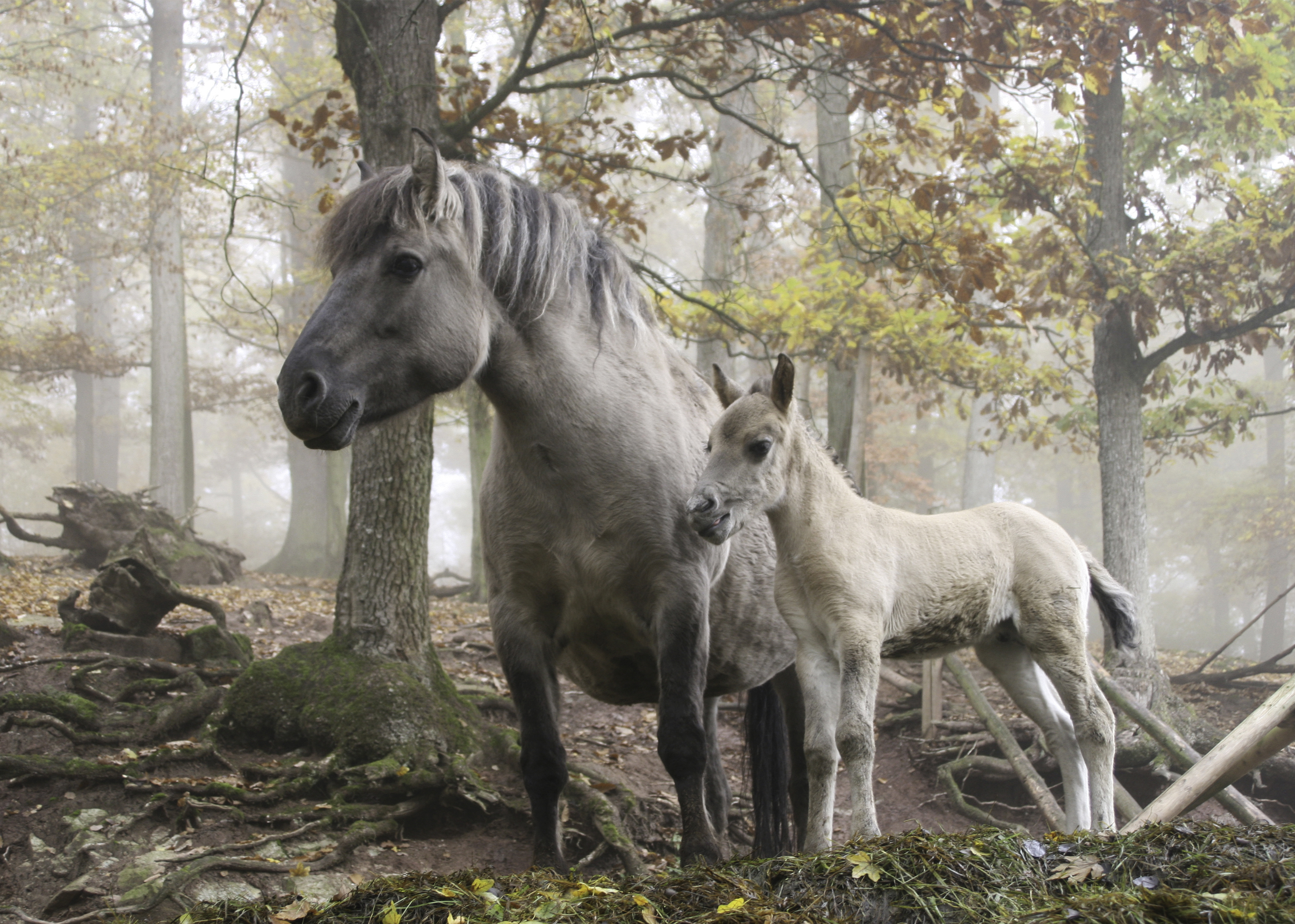
Poneys sauvages, des chevaux de Heck, de robe souris.

Le mot français « souris » désigne le phénotype de cette couleur (en) de robe chez le cheval, par analogie avec la souris,. Ce mot est employé au moins depuis la parution de La Parfaite connaissance des chevaux en 1741, avec une mention dans l'Encyclopédie de Diderot et D'Alembert :

« SOURIS, gris de ſouris. (Maréchallerie.) poil de cheval. C'eſt une nuance de poil gris, laquell eſt de la couleur du poil d'une ſouris. »

— L'Encyclopédie ou Dictionnaire raisonné des sciences, des arts et des métiers, 1751-65.
Il est aussi cité dans l'Histoire naturelle de Buffon :

« Les chevaux gris de ſouris ont pour l'ordinaire les extrémités noires & la raie de mulet. »

— Histoire naturelle, Georges-Louis Leclerc de Buffon
Le Centre national de ressources textuelles et lexicales (CNRTL) donne pour définition « Cheval dont la robe est gris cendré », en précisant que ce terme est présent dans des dictionnaires des XIXe et XXe siècles.
La dénomination « noir dun » peut aussi être employée en français, de façon plus récente, en raison de l'implication du gène Dun sur une base noire. Les biologistes Laure Marandet et Dr Virginie Népoux, ainsi qu'Amélie Tsaag Valren, emploient à équivalence les termes « souris » et « noir dun » dans leurs ouvrages francophones respectifs (parus en 2018 et 2019) consacrés à la génétique des robes du cheval. La terminologie accolant le nom de la robe de base à celui du gène de dilution (noir dun) a l'avantage de refléter le mécanisme génétique à l'œuvre.
Le mot d'origine espagnole « grullo » (féminin : grulla) est utilisé à tort en français, ce terme n'ayant ni ancienneté, ni légitimité dans cette langue. Le mot grullo n'est utilisé qu'aux États-Unis, et a été choisi par l'American Paint Horse Association (APHA) dans son guide officiel de la génétique des robes, plutôt que black dun. Le dictionnaire des sciences animales du CIRAD définit cette robe sous le nom de « souris », avec pour synonyme « gris souris » ; grullo y est défini comme un terme employé en anglais, avec mouse dun. Un autre terme anglais désignant cette robe est blue dun. Cette robe est nommée grå chez le Fjord norvégien,.
La nomenclature officielle et les descriptifs génétiques de l'Institut français du cheval et de l'équitation (IFCE) emploient uniquement les termes français « souris » ou « gris souris ». La robe souris y est classée dans la famille du bai, ce qui constitue une erreur au regard de son fonctionnement génétique, le bai n'ayant aucun rapport avec la robe souris. La robe notée génétiquement E_ aa D_ correspond parfaitement au « souris » ou « gris souris » tel qu'il est décrit dans la classification de l'IFCE.

## Identification

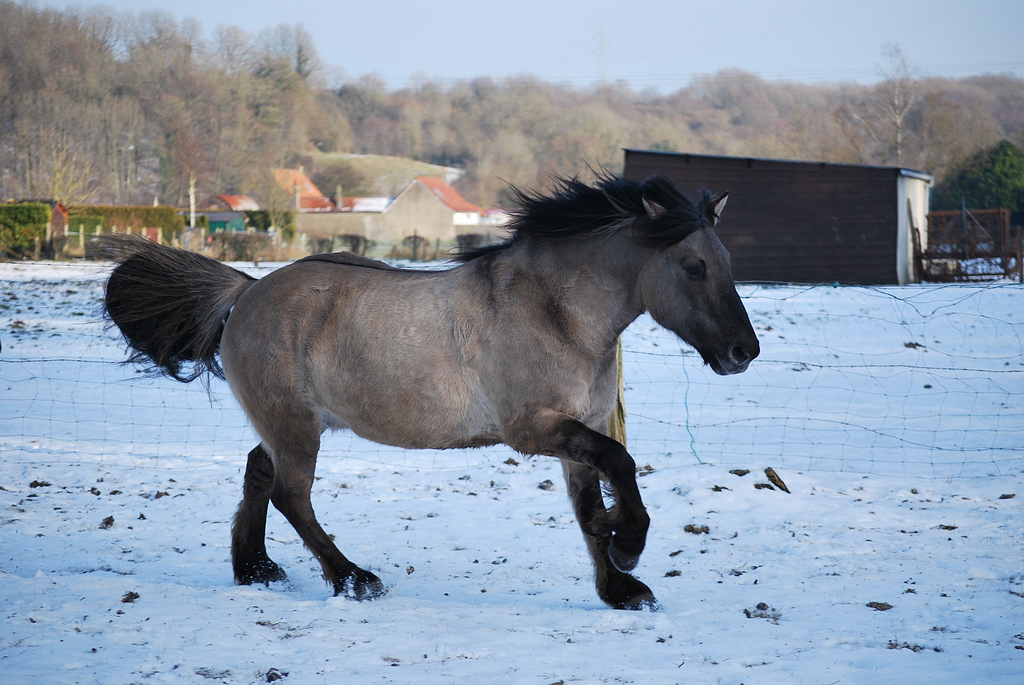
Poney de robe souris standard, avec raie de mulet et cap de Maure.

La robe souris est constituée d'un pelage proche du gris cendré et donc du poil de la souris,,, où chaque poil est de couleur grisée, pouvant varier d'une teinte proche du beige jusqu'au gris-bleu (en), incluant des nuances dites « gris acier », « gris tourterelle », ou « gris-brun » ; elle peut effectivement présenter une teinte légèrement marronnée. Il ne s'agit pas d'un mélange de poils blancs sur une robe foncée comme dans le cas d'une action du gène Rouan ou du grisonnement, chaque poil du corps étant individuellement gris,, sans présence de poils blancs. Les extrémités des membres (en) sont noires (hormis d'éventuelles marques blanches telles que les balzanes), et les crins sont noirs, fréquemment bicolores (noirs et jaune blancs), les crins clairs étant répartis sur les côtés, tandis que les crins foncés suivent la raie de mulet. Les crins sont unicolores, noirs, si la raie de mulet est large. Les crins de la queue sont plus clairs à sa base. La peau est noire, et les yeux sont foncés. La présence d'un liseré noir autour des oreilles et d'une pointe d'oreille noire, est caractéristique,.
Chez le Konik, la robe souris est divisée en trois teintes : standard, clair, et foncé. Sur un échantillon de 514 Konik à la robe souris, la majorité (73,1 %) ont la teinte standard, 15,8 % la teinte claire, et 10,8 % la teinte foncée.

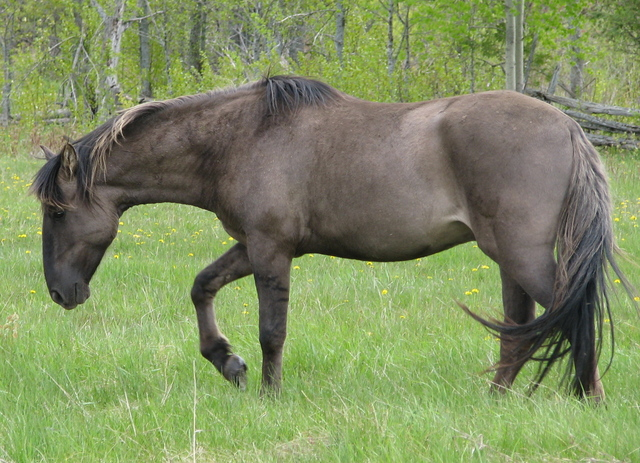
Altamiro, étalon Sorraia à la robe souris foncée.
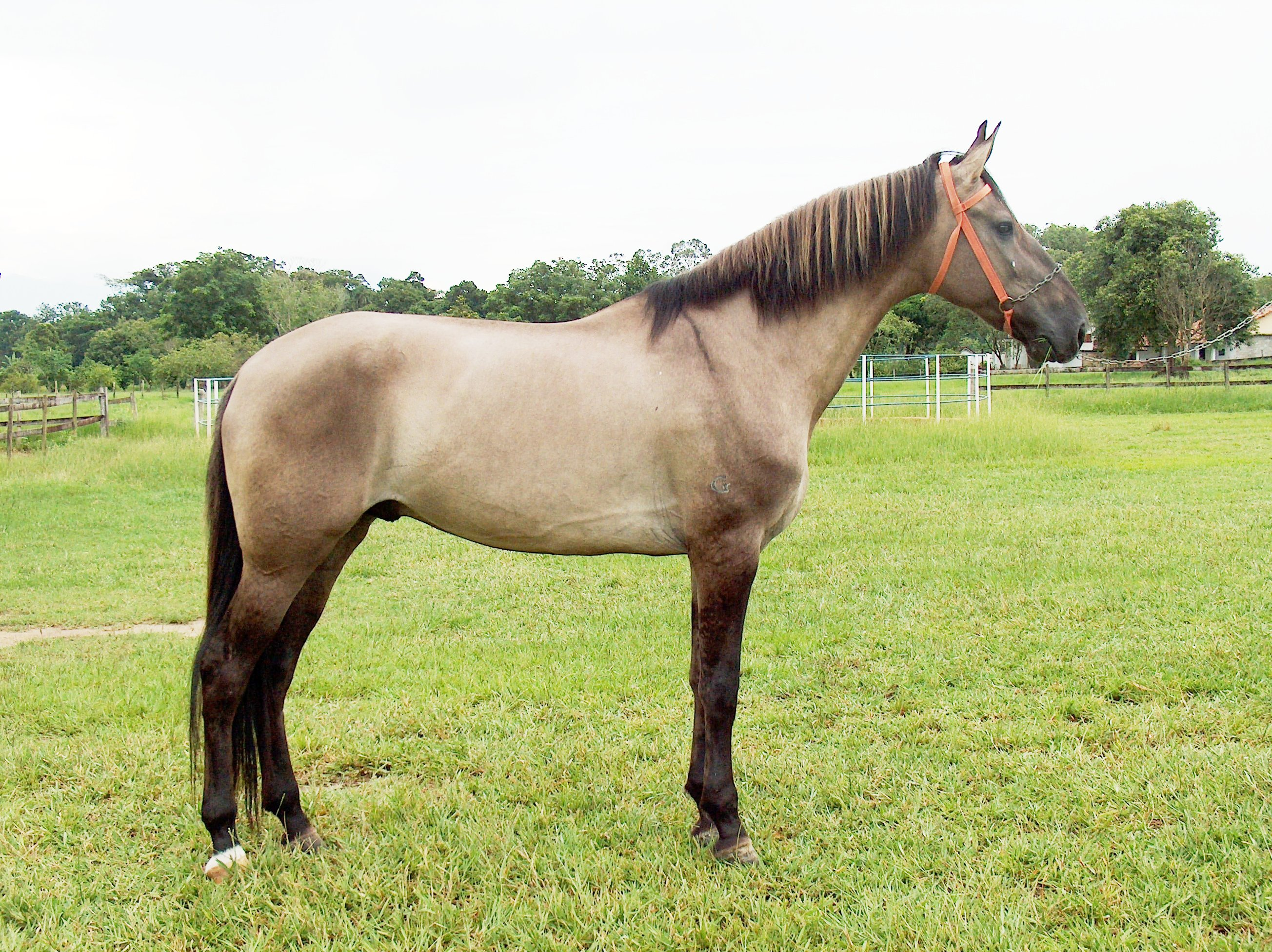
Cheval de race Campolina à la robe souris dans des nuances marronées, présentant une bande scapulaire noire.
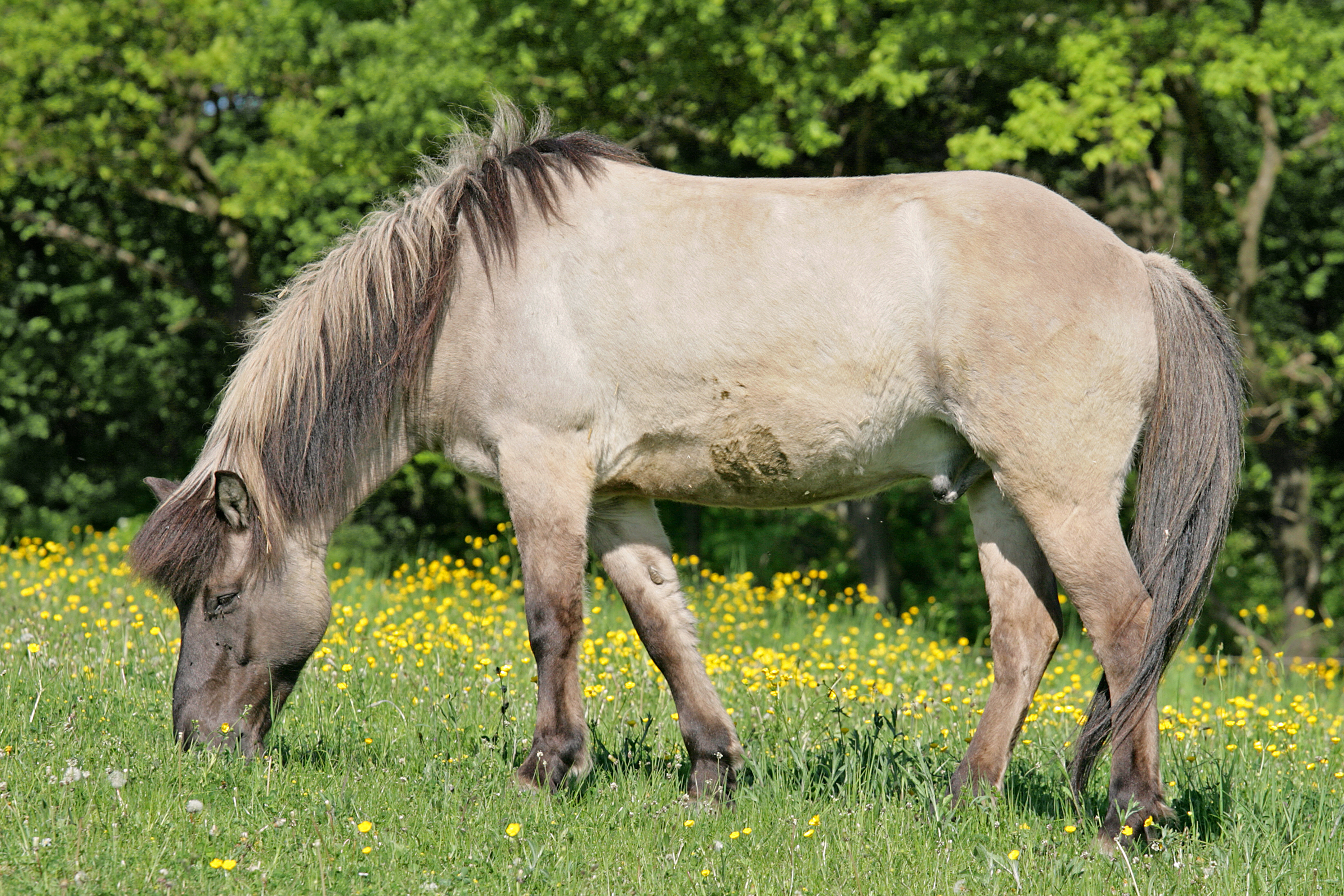
Cheval islandais de robe souris claire.
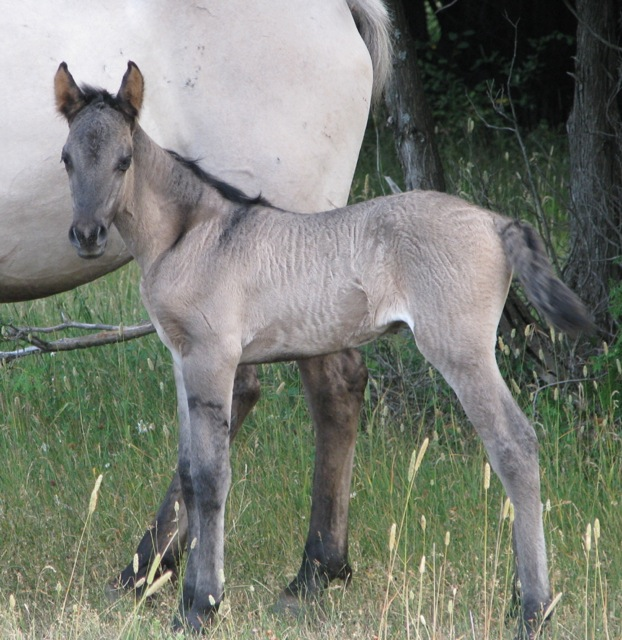
Poulain de race Sorraia à la robe souris.

Les chevaux souris ne changent pas ou que très peu d'apparence au cours de leur vie, car la couleur du pelage n'est pas évolutive,.

### Marques primitives
Le cheval présente des marques primitives caractéristiques, de couleur noire, qui sont associées à toutes les robes de chevaux issues d'une dilution par le gène Dun. Ces marques primitives incluent une raie de mulet systématique ; de très fréquentes zébrures sur les membres (généralement au niveau du genou et du jarret (en)) ; plus rarement un cap de Maure, c'est-à-dire une couleur plus sombre, voire noire, au niveau de la tête. D'autres marques sont possibles, bien que rares : bande scapulaire, marque noire au-dessus des yeux, et cobwebbing, le marquage le plus rare, en forme de toile d'araignée, situé sur la tête du cheval.

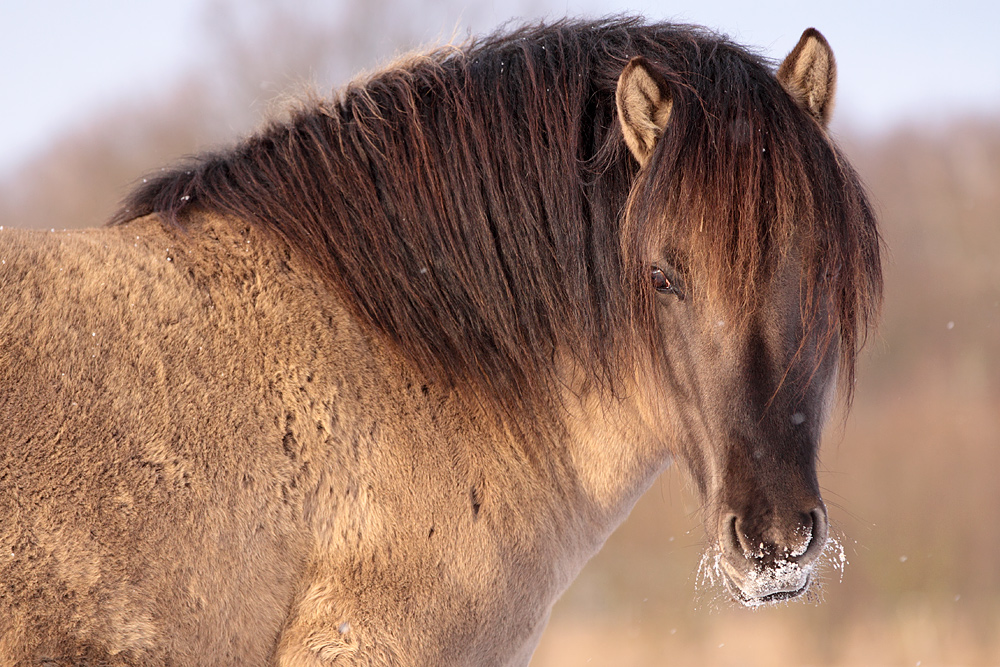
Cap de Maure (tête plus foncée) et marque noire au-dessus des yeux d'un Konik.
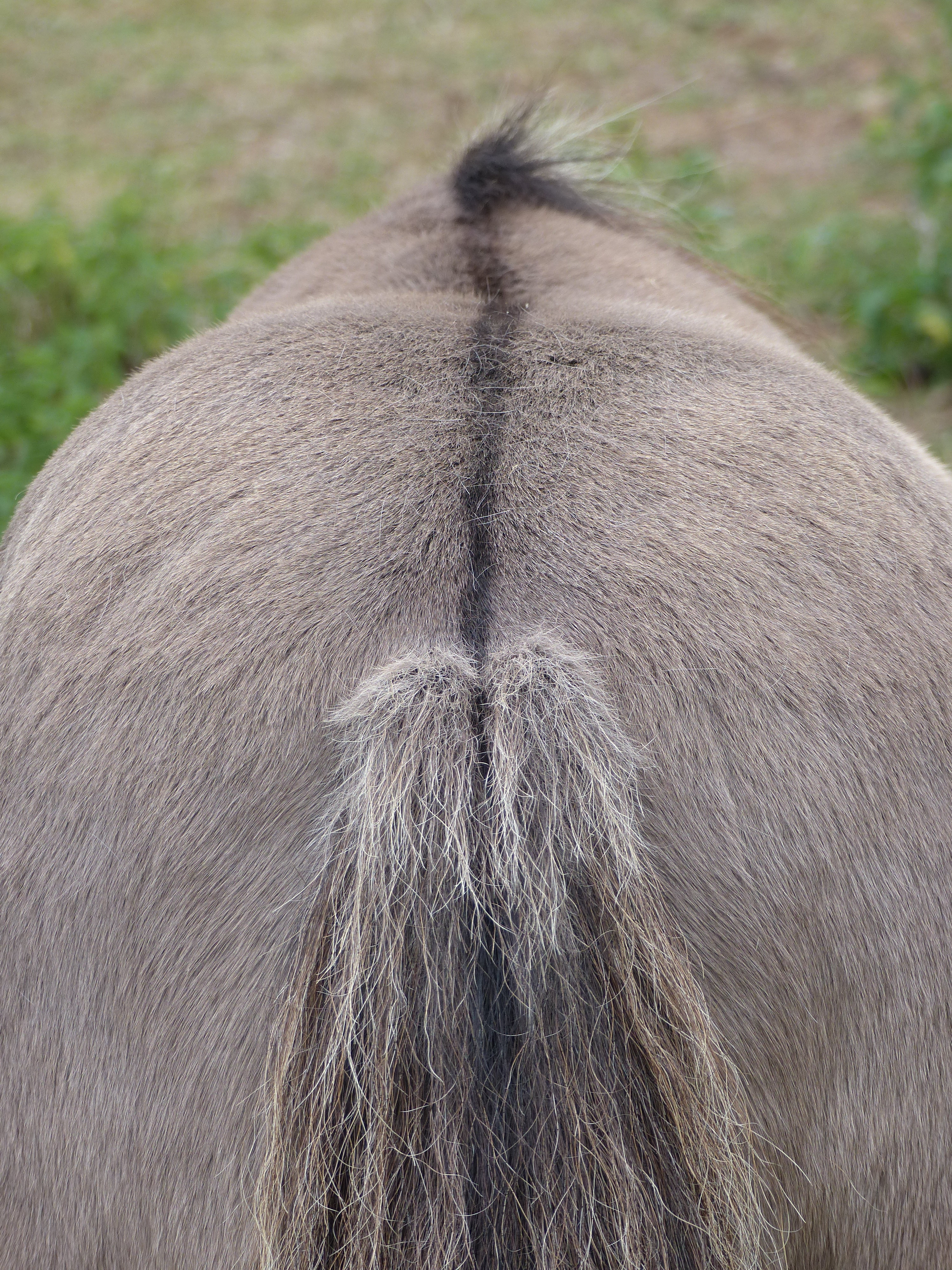
Raie de mulet, vue arrière.
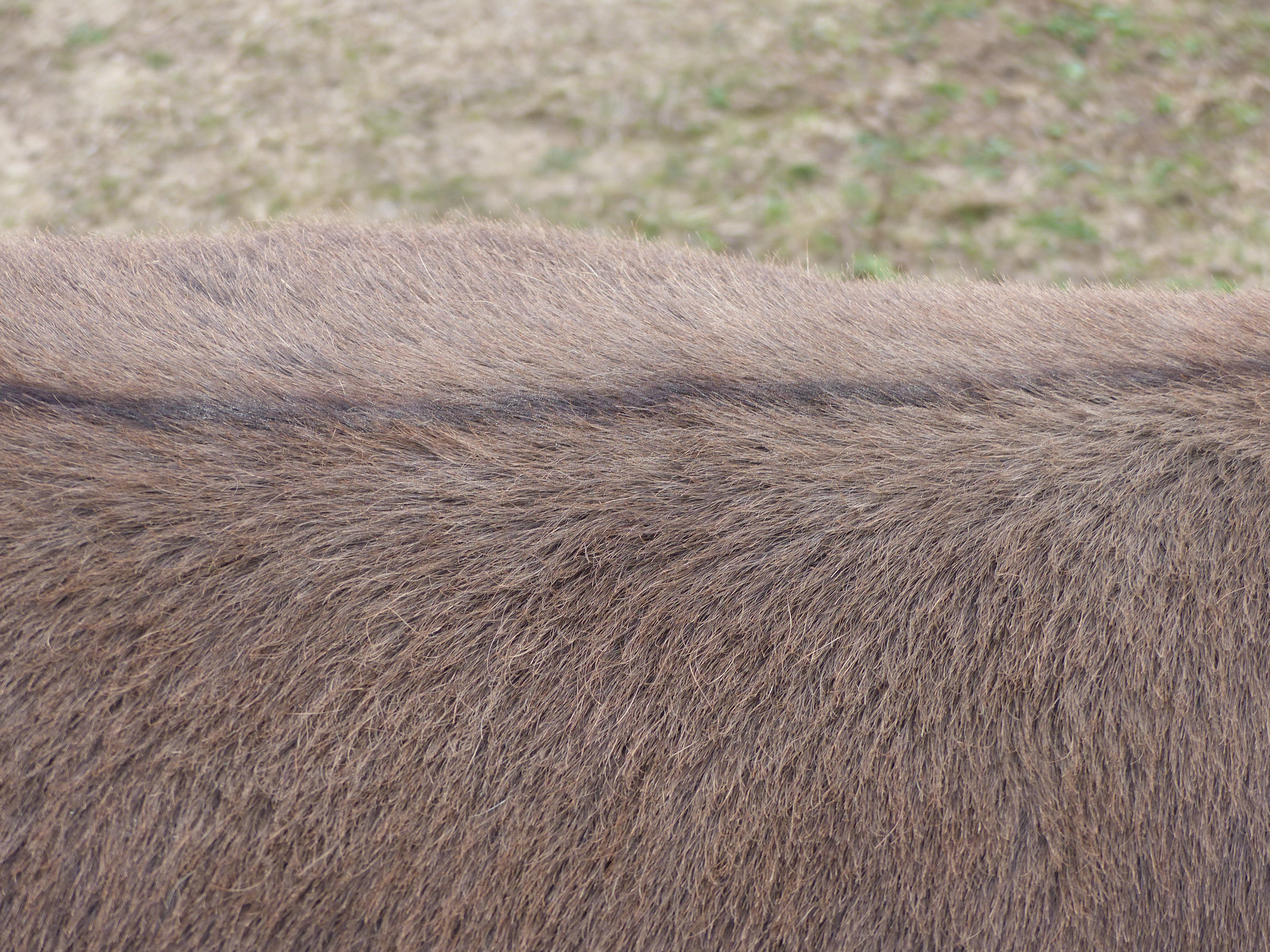
Raie de mulet, vue du dessus.
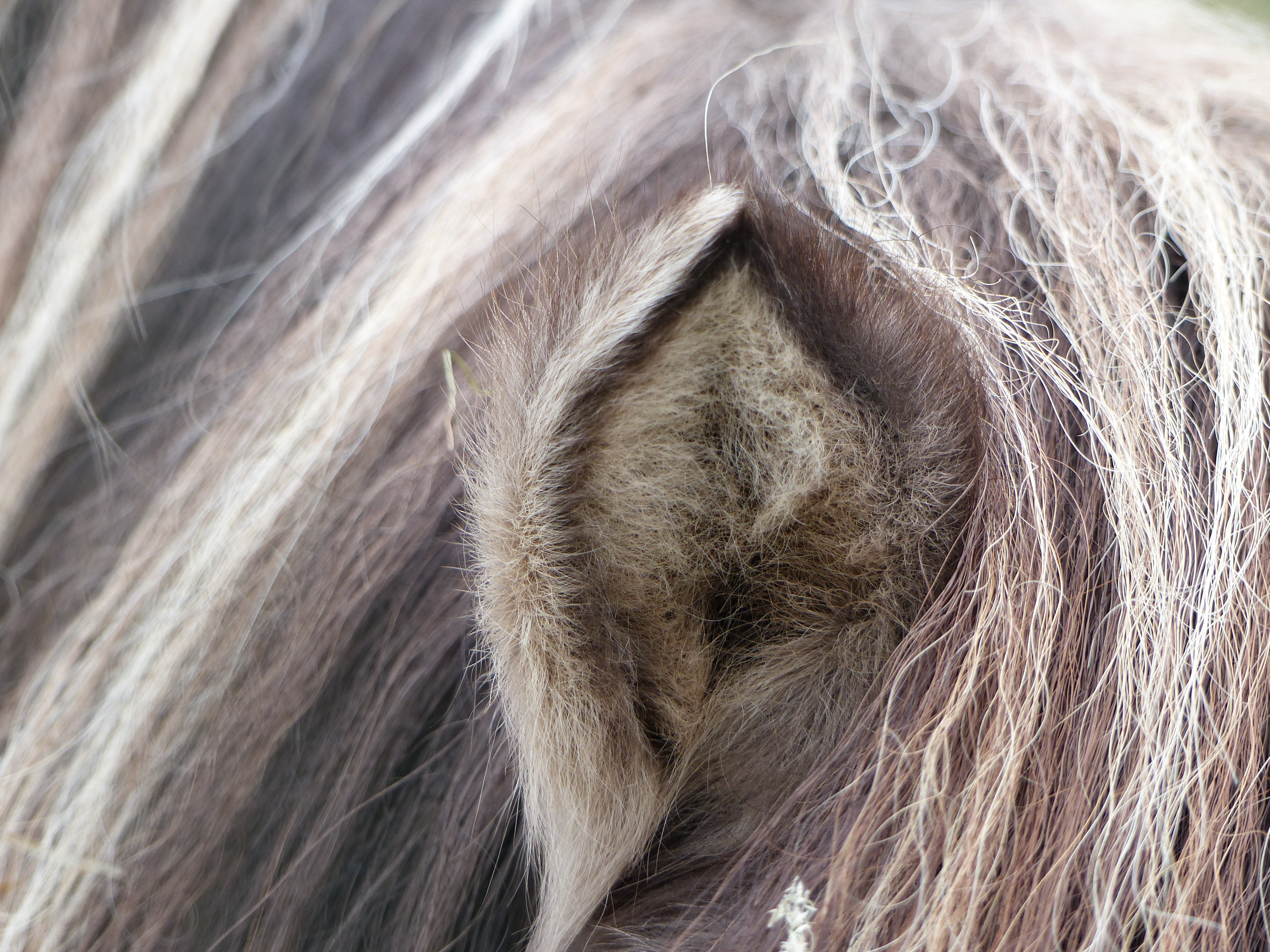
Liseré noir sur l'oreille et crins bicolores.
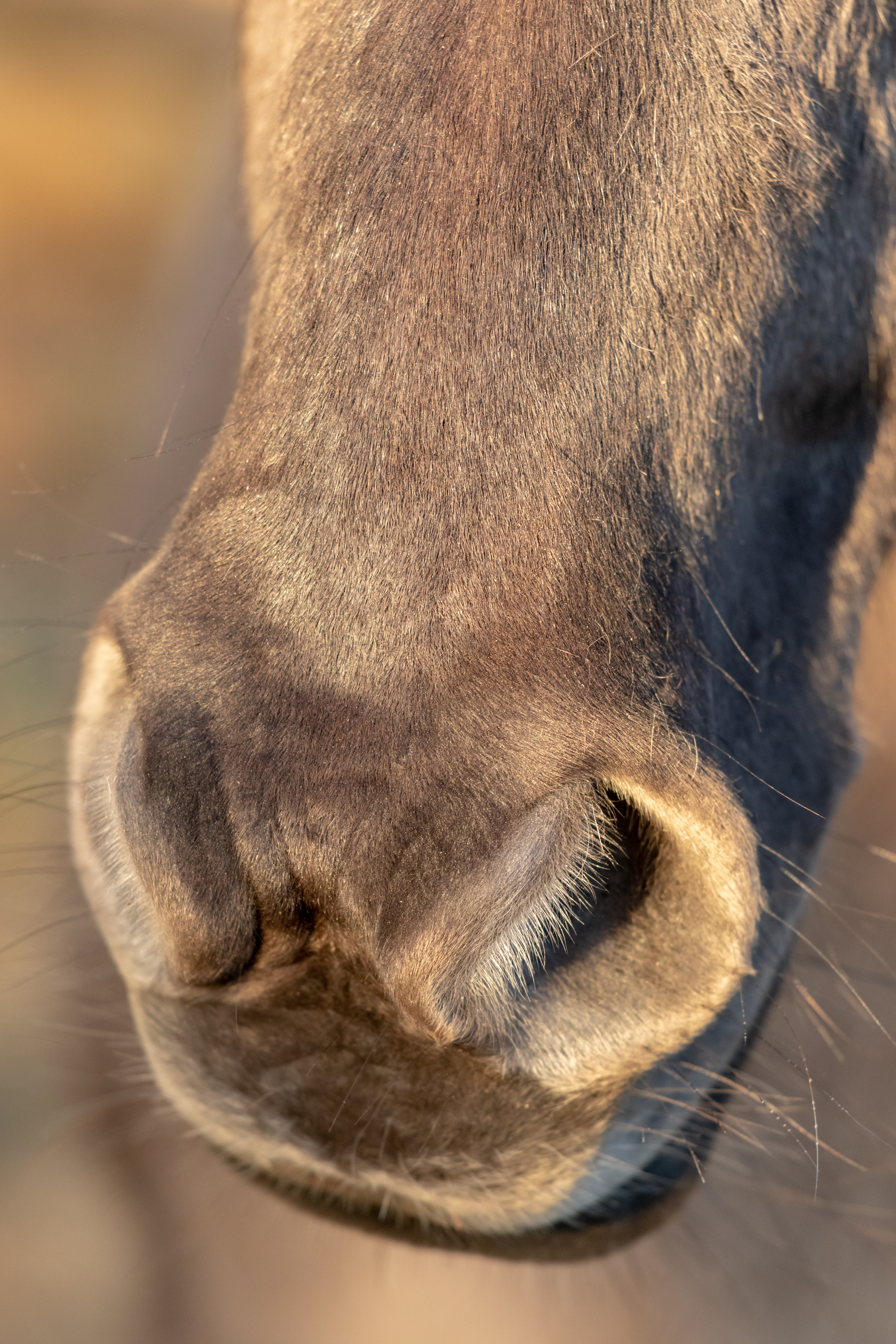
Naseaux d'un poney de Dülmen.
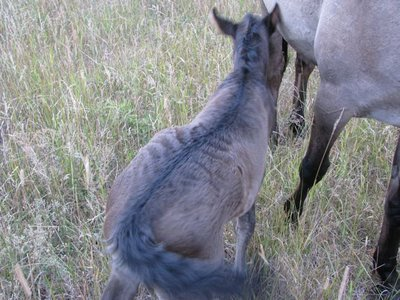
Barbes dorsales d'un poulain de race Sorraia.

Les poulains peuvent naître avec des barbes dorsales, petites rayures perpendiculaires à la raie de mulet (donnant une apparence d'arêtes de poisson), qui s'estompent très généralement après la première mue.

### Confusions

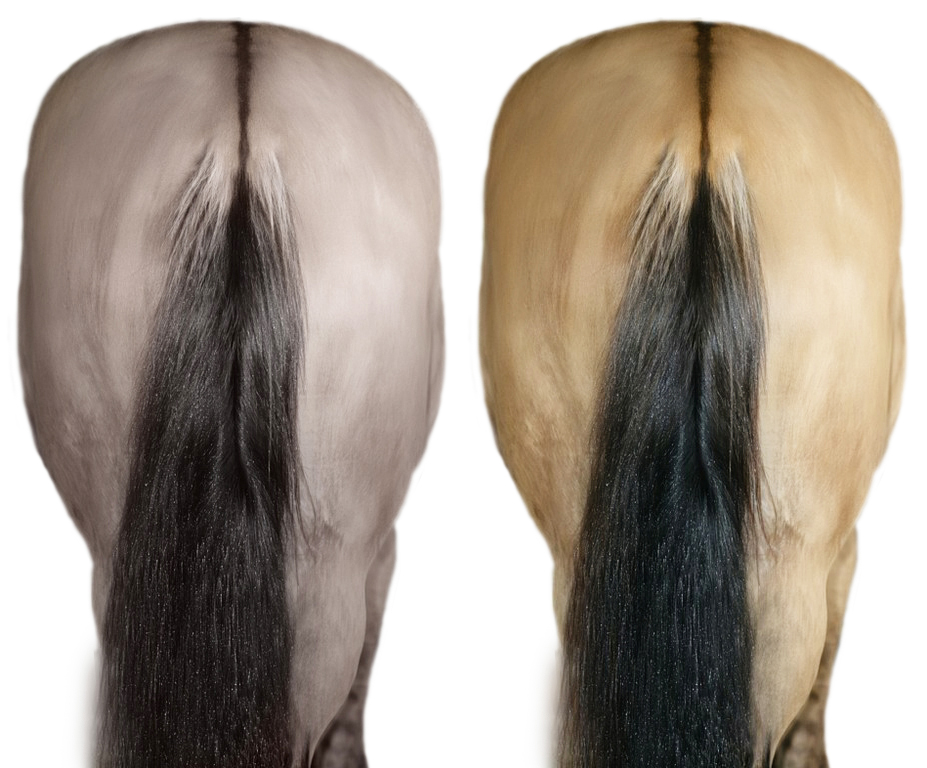
Comparaison entre la teinte typique d'une robe souris (à gauche) et une robe bai dun (à droite).

La robe souris est parfois confondue avec le rouan noir, le bai dun, l'isabelle, le marmoré, et le gris. Les chevaux gris naissent de couleur (en) foncée et s'éclaircissent au cours de leur vie, ce qui permet de les différencier des chevaux souris. La distinction avec le marmoré et le rouan noir s'effectue de par l'évolutivité du premier, et le mélange entre points noirs et poils blanc ainsi que l'absence de marques primitives chez le second. Le bai dun résulte de la dilution du bai par le gène Dun, et présente une teinte dans les tons jaune terne.

## Histoire
Le gène Dun est décrit dès 1910 par James Wilson dans la revue Nature, puis en 1913 par W. S. Anderson dans une autre publication scientifique, The American Naturalist. La robe issue de la dilution du noir est décrite dans le Journal of Heredity en 1939, par Fred Gremmel, sous le nom de mouse dun (S), puis en 1948 par William Ernest Castle, sous le nom de mouse-dun, ces deux publications posant l'hypothèse qu'elle provient d'une dilution du noir par le gène Dun. L'association entre la robe mouse-dun et la présence de marques primitives est remarquée dès 1943.
Autrefois, la croyance américaine voulait que les chevaux souris naissent du croisement d'un cheval noir et d'un palomino, une théorie désormais infirmée par les recherches en génétique.
En 1978, l'étude du chercheur islandais Stefán Aðalsteinsson établit que le gène de dilution D est dominant, et dilue la robe des chevaux islandais noirs en blue dun (souris),. Cette même année, il corrige l'interprétation d'une étude russe sur l'héritabilité du gène Dun, publiée en 1948.
La première étude concernant la transmission (sh) héréditaire de l'intensité de la robe souris (claire, classique ou foncée) est celle des Polonais Anna Stachurska et Antoni Brodacki, en 2003, probablement en raison de la grande difficulté à trouver un groupe homogène de chevaux portant cette robe à étudier.

## Fréquence

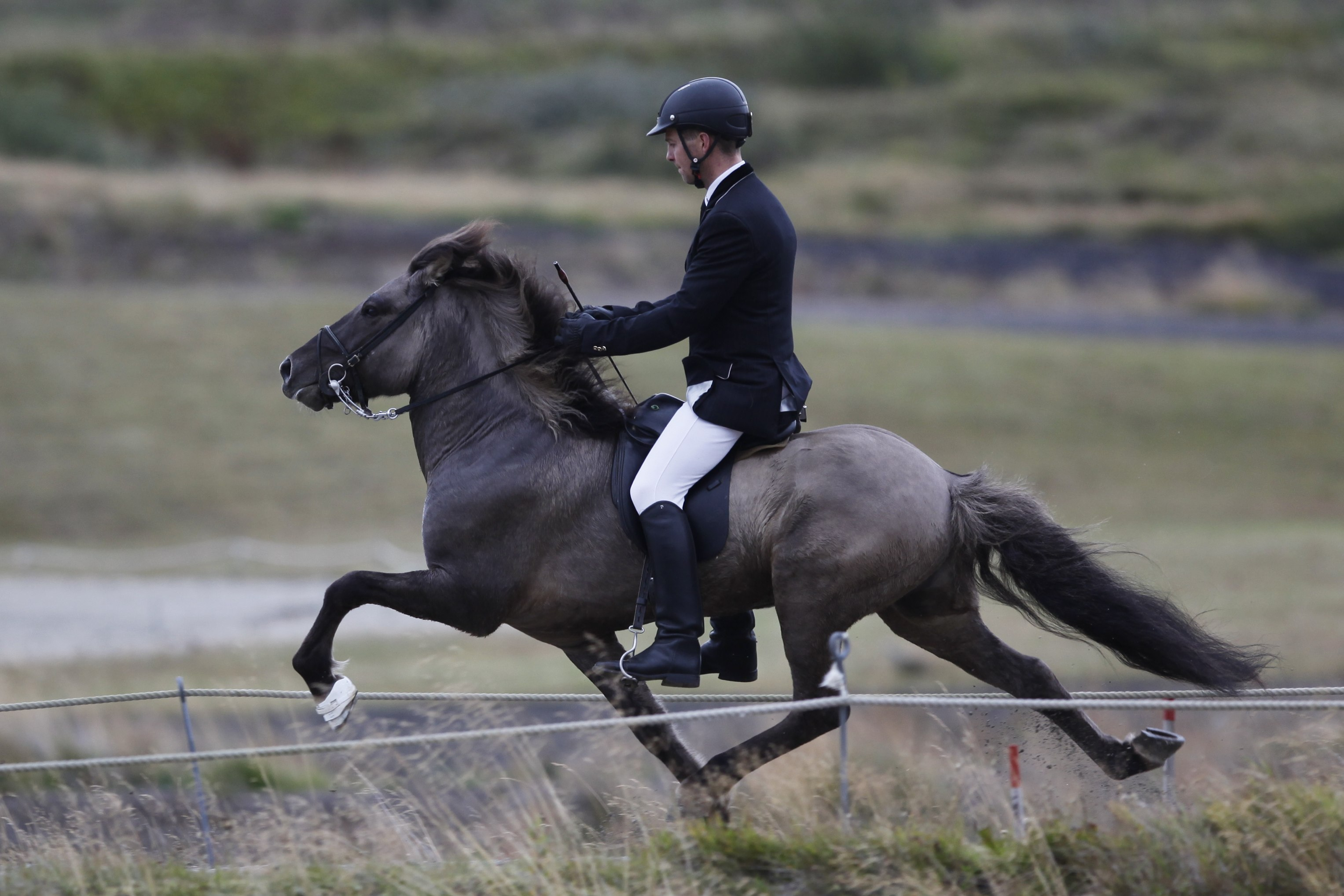
Islandais souris foncé.

La robe souris est actuellement l'une des expressions les plus rares du gène Dun, du fait de son fonctionnement génétique, impliquant une base noire. Elle est notablement plus rare que le bai dun, excepté en ce qui concerne les races de chevaux sélectionnées pour cette robe. La robe à base noire était vraisemblablement fréquente parmi les chevaux préhistoriques, permettant un camouflage contre les prédateurs.
L'apparition de la robe souris parmi les chevaux domestiques a soulevé de nombreuses questions au sujet du Tarpan (Equus ferus ferus), un cheval primitif éteint, considéré comme un véritable cheval sauvage dont les ancêtres n'ont jamais connu de domestication, et qui semble avoir porté une robe souris, ou du moins le gène Dun. James Cossar Ewart soutient, au début du XXe siècle, que la plupart des chevaux de son époque portant une robe souris, et nommés « Tarpans », appartiennent en réalité aux chevaux domestiques ou issus du marronnage, sans constituer une espèce séparée. Plusieurs races de chevaux arborent cette robe en résultante d'une tentative de « recrééer » (breeding back) le Tarpan, ou d'une proximité avec lui ; c'est le cas du cheval de Heck, dont la première tentative de reconstitution par les frères Heck a porté sur le croisement entre un étalon de Przewalski à la robe bai dun, et plusieurs juments de robe souris, appartenant à diverses races. L'une de ces premières expériences pour retrouver le Tarpan donne lieu à une publication de James Cossar Ewart en 1906, lequel obtient un cheval phénotypiquement proche du Tarpan en croisant une jument de race Shetland à un étalon Welsh de robe noire.
Le Konik, souvent présenté comme un descendant du Tarpan, ne présente que la robe souris, cette robe étant obligatoire, associée à la présence d'une large raie de mulet et à une absence de marques blanches, pour l'inscription au registre généalogique de la race,. Par ailleurs, l'étude de Monika Stefaniuk-Szmukier et al., publiée en 2017, montre que tous les représentants de la race Konik analysés expriment le gène Dun.
Le Sorraia est généralement souris ; le poney de Dülmen exprime toujours le gène Dun, ce qui implique l'expression du souris. La robe peut également être trouvée chez d'autres races de chevaux anciennes qui ont gardé leur type primitif, telles que l'Islandais, le Poitevin, le Highland, le Huçul et le Mustang. Elle est présente chez moins de 5 % des chevaux de race Fjord : cette robe était très populaire en Allemagne durant les années 1980. Elle existe aussi chez le Criollo et le Quarter Horse.

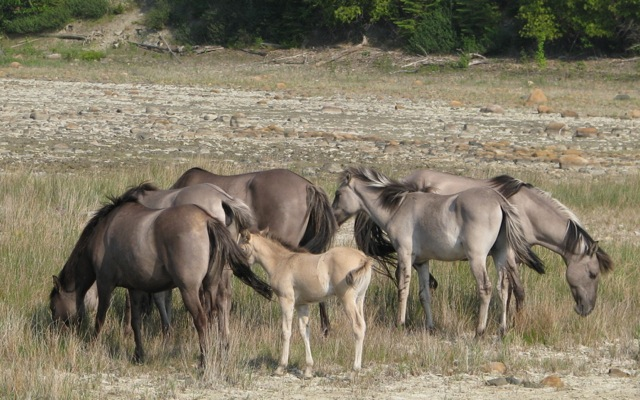
Juments et poulains de race Sorraia.
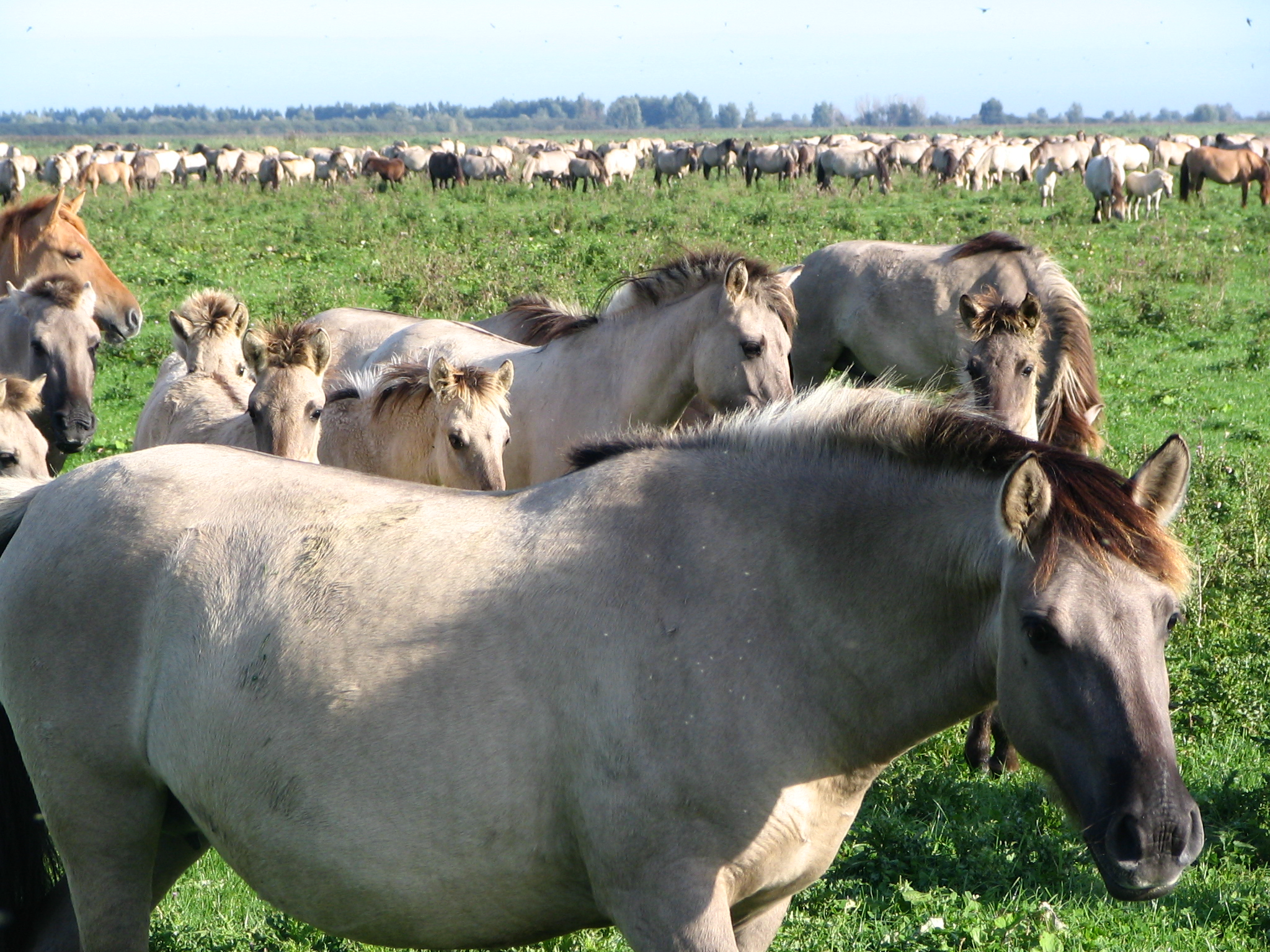
Groupe de Konik.
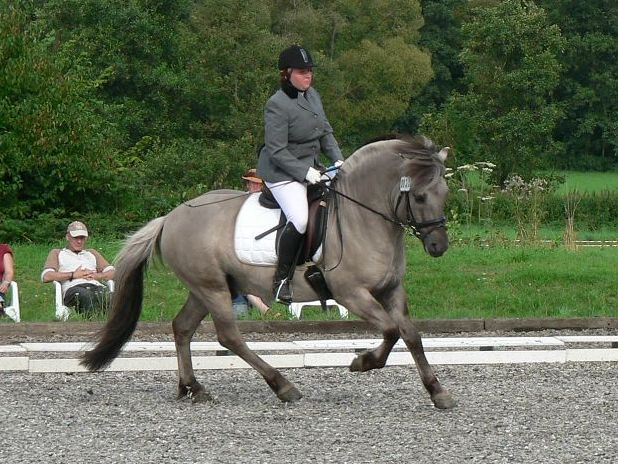
Étalon Fjord portant une robe grå (souris, en norvégien).
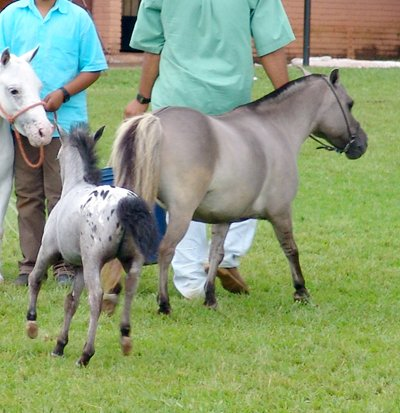
Cheval miniature.

Chez le Paint Horse, cette robe peut être défavorisée au profit de robes plus foncées afin que le contraste entre blanc et couleur soit plus évident ; cette règle n'est cependant pas absolue.
Le souris est notablement absent chez les races de chevaux de sang, Pur-sang et Arabe.

## Génétique
La robe souris est due au gène Dun, dont trois allèles ont été découverts. Il peut agir sur toutes les robes de bases du cheval, et a pour particularité de les éclaircir, en laissant apparaître des marques primitives. Il se trouve sur le chromosome 8 du cheval, et code une protéine T-box 3 (TBX3 (en)).

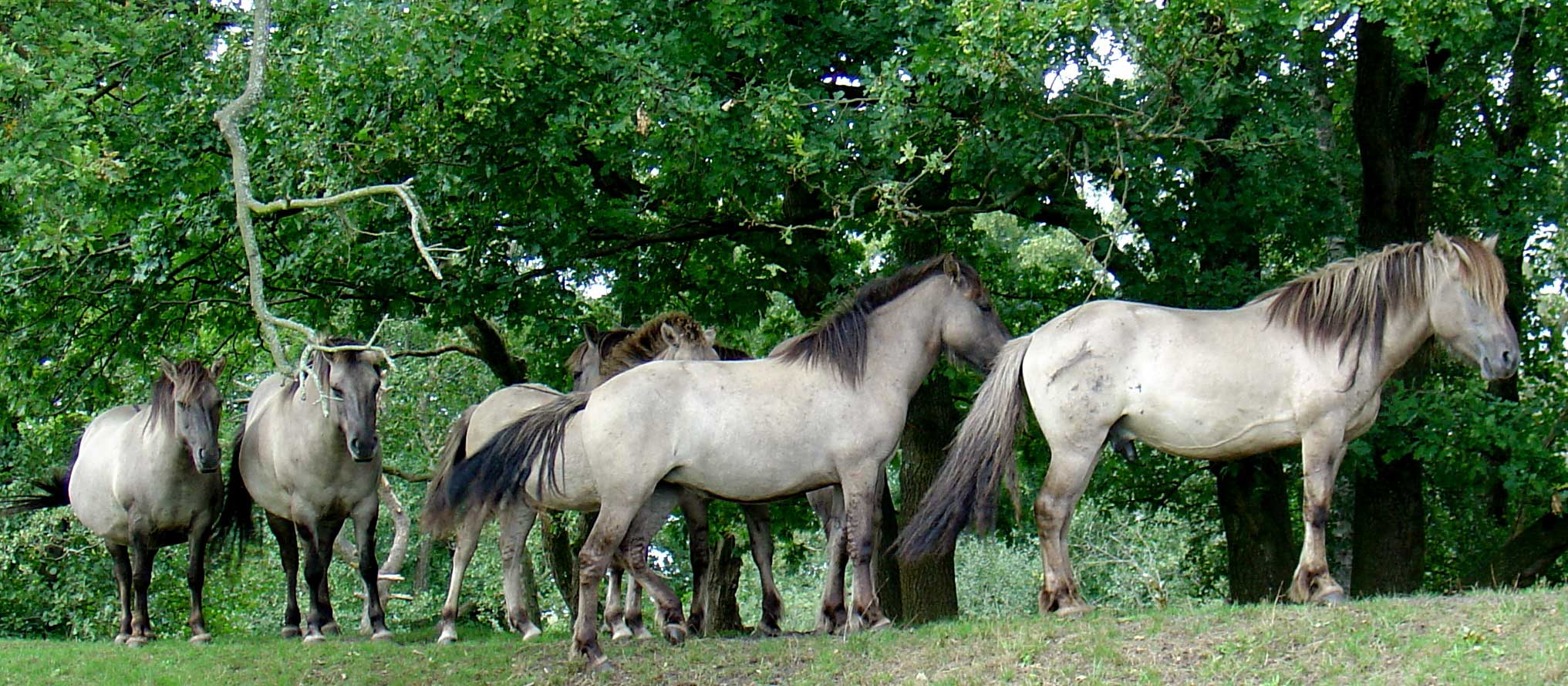
Groupe de chevaux de robe souris.

Sa notation génétique est E_ aa D_ (au moins un allèle d'Extension (E), absence d'allèle dominant d'Agouti (A), et un ou deux allèles Dun (D)). Comme toutes les robes diluées par le gène Dun, le souris a une transmission dominante, une seule copie suffit à créer un phénotype souris. Il existe aussi des chevaux souris homozygotes sur le gène Dun. L'appariement de deux chevaux souris hétérozygotes sur Extension (E) et Dun (D) est susceptible de donner naissance à des poulains de robe noire (si aucun des deux parents ne lègue son allèle Dun), alezan dun (si aucun des deux parents ne lègue son allèle Extension), ou alezans (si aucun des deux parents ne lègue son allèle Extension ni son allèle Dun). La présence des allèles responsables de la robe souris peut être détectée via des tests génétiques,.
La répartition des marques primitives de la robe souris dépend du facteur de transcription T-box 3 (TBX3), qui détermine à son tour la distribution des mélanocytes du follicule pileux.
L'intensité de la robe souris semble dépendre des locus E et D, davantage que de l'environnement : l'allèle dominant E rend la robe plus foncée, et l'allèle dominant D l'éclaircit.

### Combinaisons avec d'autres expressions de gènes de robe
La robe souris peut se combiner à l'expression d'autres gènes, le gène Crème et le gène Dun étant, par exemple, additifs. La combinaison d'une copie d'un allèle du gène Crème et d'une copie d'un allèle du gène Dun (CCcr × Dn+) chez un cheval à robe de base noire donne une teinte plus claire que le souris classique.
Les chevaux souris peuvent aussi exprimer le gène Silver, présentant alors une crinière et une queue presque blanches. Ils peuvent également présenter toutes les variantes des robes pie ou tacheté, et exprimer le gène Champagne (donnant la robe appelée en anglais classic dun, également additive avec l'expression du gène Crème). Du fait de la rareté d'origine des allèles impliqués, ces robes additives sont très rares.

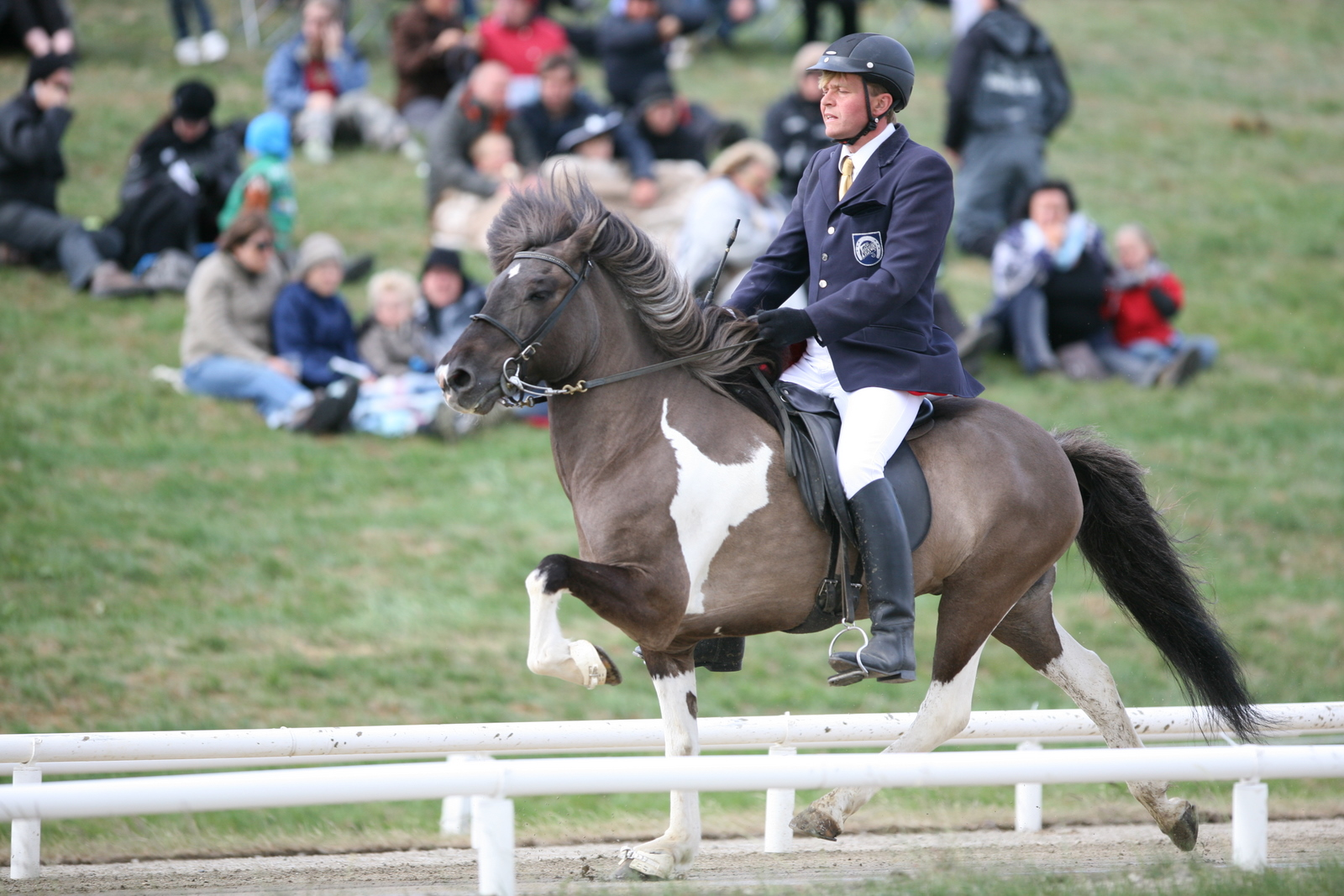
Cheval islandais souris, avec une panachure tobiano.
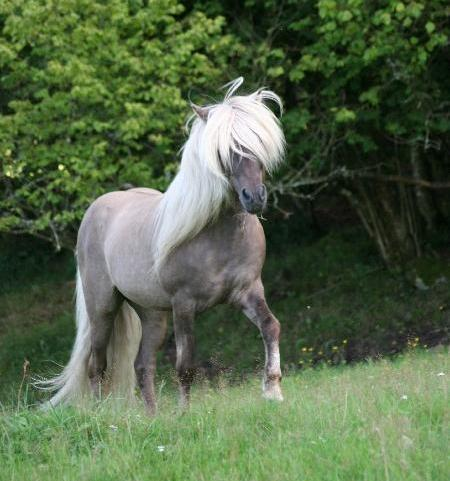
Combinaison d'expression du souris et du gène Silver.
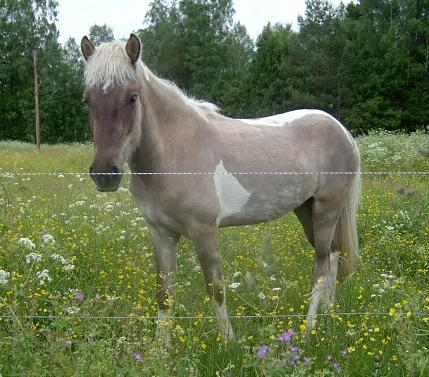
Combinaison d'expression du souris, du gène Silver et du tobiano.

#### Articles et ouvrages associatifs
- [American Paint Horse Association 2007] American Paint Horse Association, American Paint Horse Association's Guide to Coat Colors genetics, 2007, 18 p. (lire en ligne).